# Bógdał
Bógdał is een plaats in het Poolse district  Zawierciański, woiwodschap Silezië. De plaats maakt deel uit van de gemeente Szczekociny en telt 150 inwoners.